# Bielawa Dolna
Bielawa Dolna (niem. Nieder Bielau, gł. Běła) – wieś w Polsce położona w województwie dolnośląskim, w powiecie zgorzeleckim, w gminie Pieńsk.

## Historia
Wieś była własnością rady miejskiej Zgorzelca, w XV wieku stała się ośrodkiem hutnictwa żelaza i była nim do połowy XVII w.
W 1753 urodził się tu Christoph Nathe (zm. 1806), malarz, rysownik i drzeworytnik.
W kwietniu 1945 w pobliżu miejscowości powstał most pontonowy dla 1. korpusu pancernego 2. Armii Wojska Polskiego. 
Od 1945 roku w miejscowości stacjonowała Strażnica WOP Bielawa Dolna, która 16 maja 1991 roku została przekształcona w strażnicę Straży Granicznej w Bielawie Dolnej.
W latach 1975–1998 miejscowość administracyjnie należała do województwa jeleniogórskiego. Częścią miejscowości jest przysiółek Szklenice.
We wsi była stacja kolejowa Bielawa Dolna, przekształcona w posterunek odgałęźny
We wsi znajduje się kościół pw. św. Maksymiliana Kolbe.